# Via Mistica
Via Mistica – polski zespół muzyczny powstały w 1998 roku w Białymstoku, grający muzykę w stylu gothic metal.

## Historia
Via Mistica to białostocki projekt muzyczny o charakterze gotycko-metalowym. Powstanie zespołu datowane jest na 1998. W początkowym okresie problem stanowiły zmiany składu i próby ustabilizowania go. Mimo to w 1999 Via Mistica wchodzi do studia Hertz i rejestruje swoje pierwsze demo "In Hora Mortis Nostre". Dzięki temu nagraniu już niecały rok później zespół podpisuje kontrakt płytowy z firmą Morbid Noizz Productions. Rozpoczynają się prace nad pierwszym oficjalnym albumem. W międzyczasie zespół występuje na festiwalu Castle Party 2000.
Po tym wydarzeniu pojawiają się kolejne problemy personalne. Jakiś czas później plajtuje też firma Morbid Noizz. Te niekorzystne zdarzenia początkowo przytłaczają zespół, następują kolejne zmiany. Mimo to Via Mistica przetrwała i w 2003 podpisała kontrakt z Metal Mind Productions. Zaraz potem nakładem tej firmy ukazuje się debiutancki krążek "Testamentum (In Hora Mortis Nostre)", a rok później kolejny album "Fallen Angels". Zespół zaczął więcej koncertować. Wystąpił m.in. na Dark Stars Festiwal 2004, Three Days Of Metal Madness, Abrakadabra Gothic Tour 2005 i 2006. Grał z takimi zespołami jak: Closterkeller, Artrosis, Moonlight, Delight, Cemetery of Scream czy Darzamat. W 2006 ukazał się trzeci album "Under My Eyelids", który zakończył współpracę z MMP.

## Dyskografia
Albumy
- Testamentum (In Hora Mortis Nostre) (2003)
- Fallen Angels (2004)
- Under My Eyelids (2006)

Dema
- In Hora Mortis Nostre (1999)
- Via Mistica (1998)